# Tokugawa-Kunstmuseum

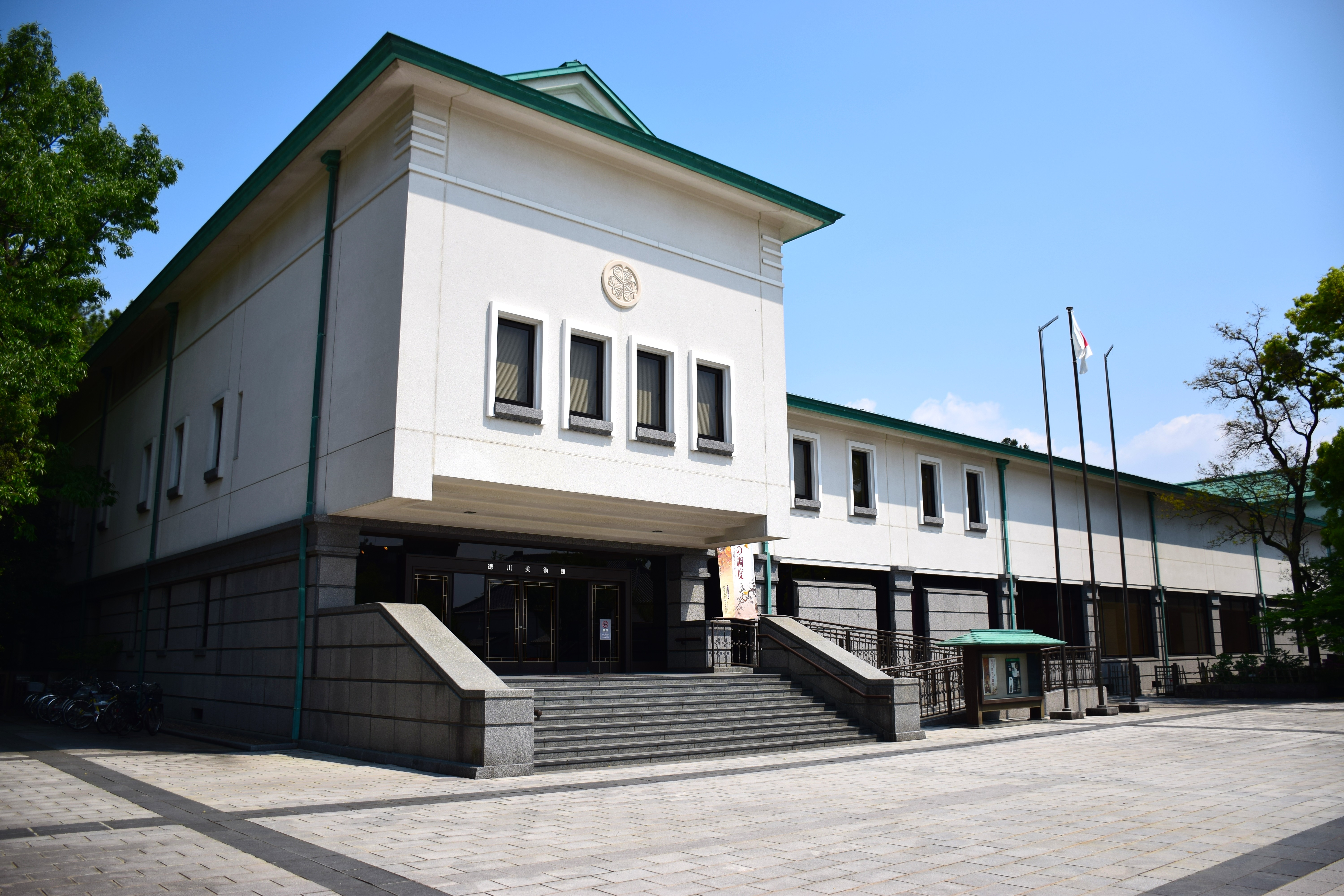
Tokugawa-Kunstmuseum, Nagoya

Das private Tokugawa-Kunstmuseum (jap. 徳川美術館, Tokugawa Bijutsukan) in Nagoya bewahrt die Kunstschätze der Owari-Tokugawa und macht sie der Öffentlichkeit zugänglich.

## Übersicht
Auf Bestreben des 14. Oberhauptes der Owari-Linie der Tokugawa, Tokugawa Yoshichika (1886–1976), wurde 1931 die Stiftung Reimeikai gegründet, die 1935 das Museum als eins der ersten privaten Kunstmuseen in Japan eröffnete. Die Sammlung, beginnend mit Erbstücken von Tokugawa Ieyasu, umfasst mehr als 10.000 Objekte (Stellschirme, Bildrollen, Kalligraphie, Tongefäße, Teeschalen, Bestecke für die Teezeremonie, Lackschalen und -schachteln, Spielzeug, Musikinstrumente, Nō-Masken und -Gewänder, Rüstungen, Waffen und anders) in hoher künstlerischer Qualität. Das Museum besitzt 
- 9 Nationalschätze (N)
- 59 Wichtige Kulturgüter (W)
- 64 Wichtige Kunstobjekte

Alle Stücke befinden sich in einem hervorragenden Zustand und sind sehr gut dokumentiert.
Das Museum, 3 km östlich der Burg Nagoya gelegen, hat den Zweiten Weltkrieg ohne Verluste überstanden. Man betritt das Gelände durch ein Tor aus der Edo-Zeit, das einstöckige Hauptgebäude enthält neben größeren und kleineren Ausstellungsräumen auch einen Vortragssaal. Nach der Feier des 50-jährigen Bestehens 1985 erfolgte eine durchgehende Renovierung, die 1987 abgeschlossen wurde.

## Ständige Ausstellung und Wechselausstellungen
- Raum 1: Symbole der Ritterschaft – Rüstungen, Schwerter, Gewehre, kleine Kanonen
- Raum 2: Gepflegte Kultur – Teeschalen und Geräte zur Teezeremonie
- Raum 3: Für Zeremonien – Nachbildung eines Empfangsraums mit Tokonoma
- Raum 4: Gehobenes Vergnügen – Nō-Masken und Kostüme
- Raum 5: Daimyō-Eleganz – Lackschalen und anderes Speisegerät
- Raum 6: Kaiserlicher Schatz – Das Genji-Monogatari

- In den Räumen 7, 8 und 9 finden im Jahr circa zehn Wechselausstellungen. Meist werden einzelne Bereiche besonders hervorgehoben, zum Jahresanfang und -ende befassen die Ausstellungen sich auch mit Querschnittsthemen.

## Bildauswahl

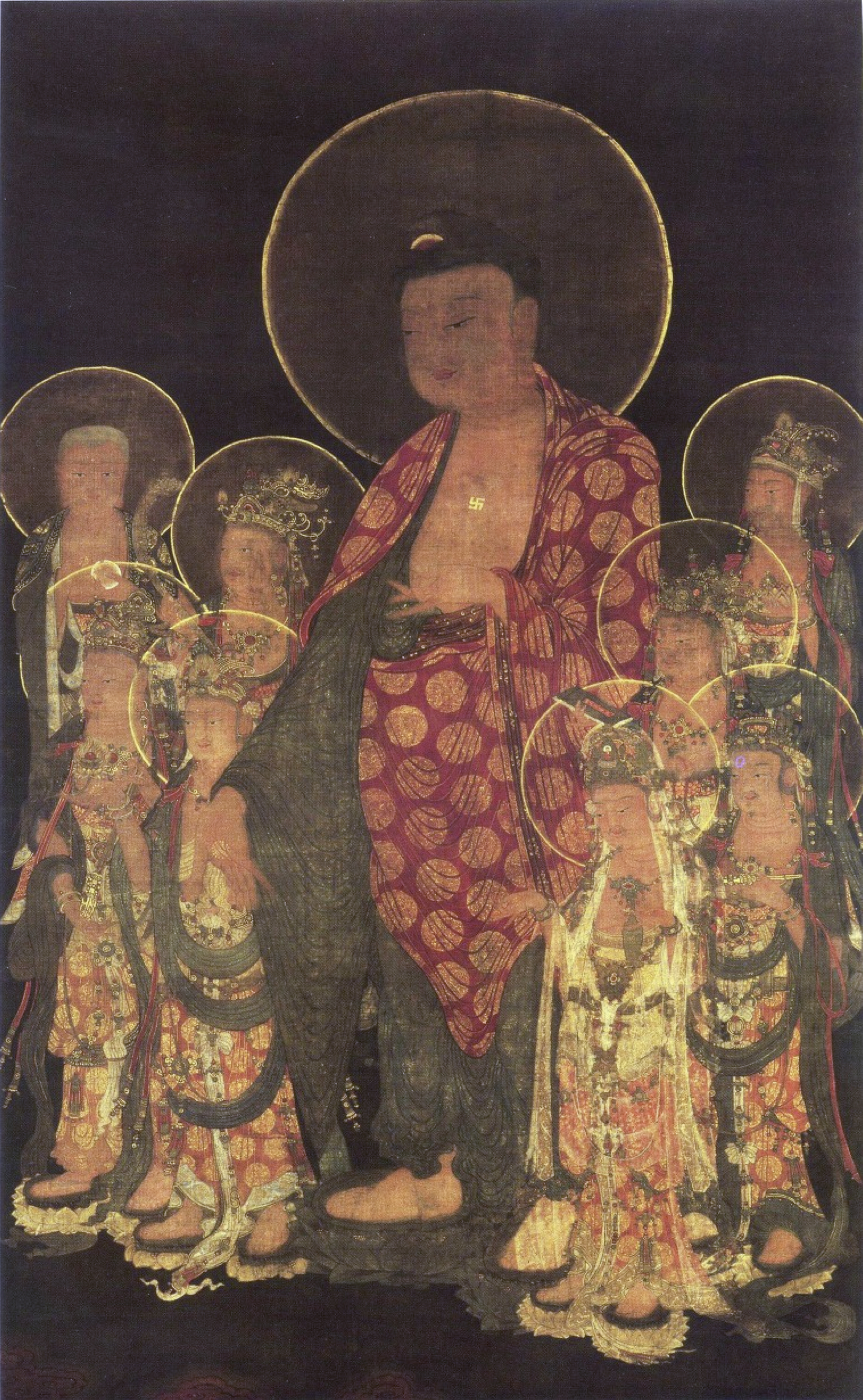
Amida mit den Acht Großen Bottisatva. Korea
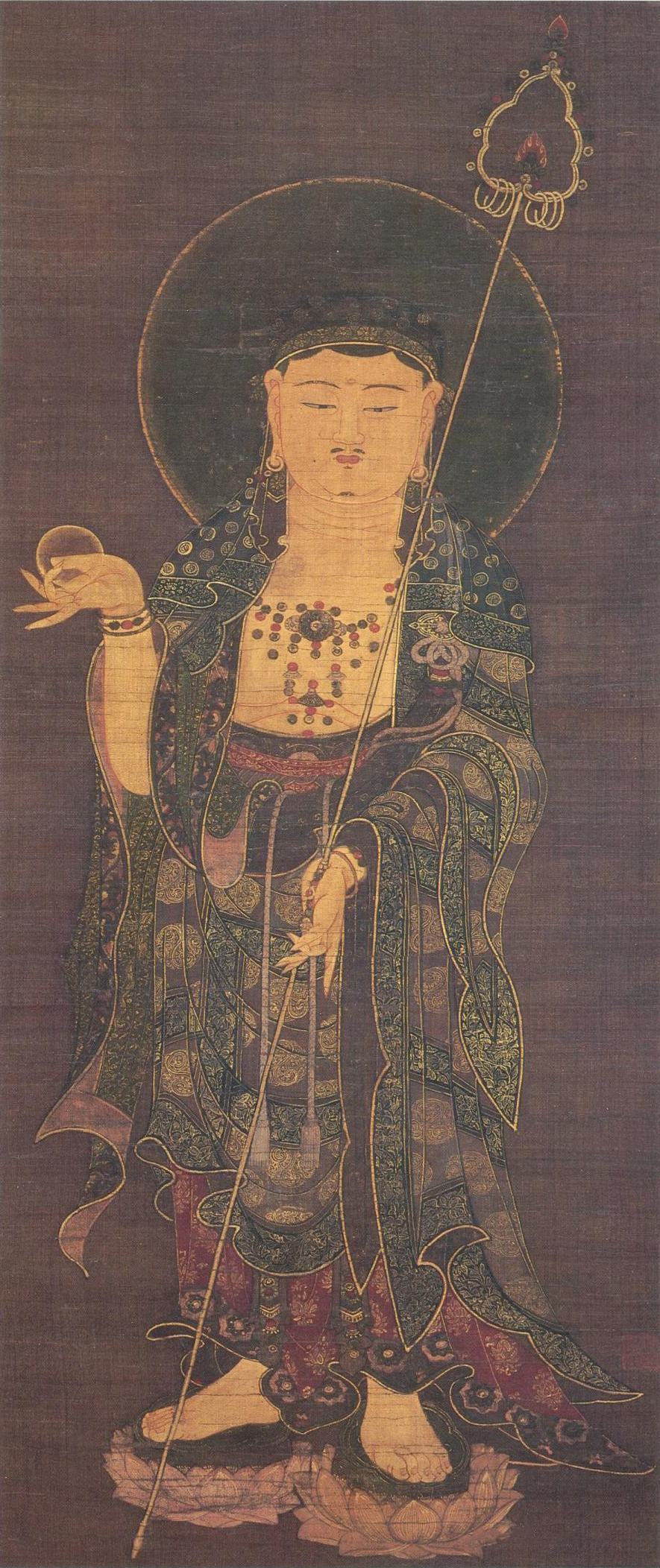
Jizō Bosatsu. Korea
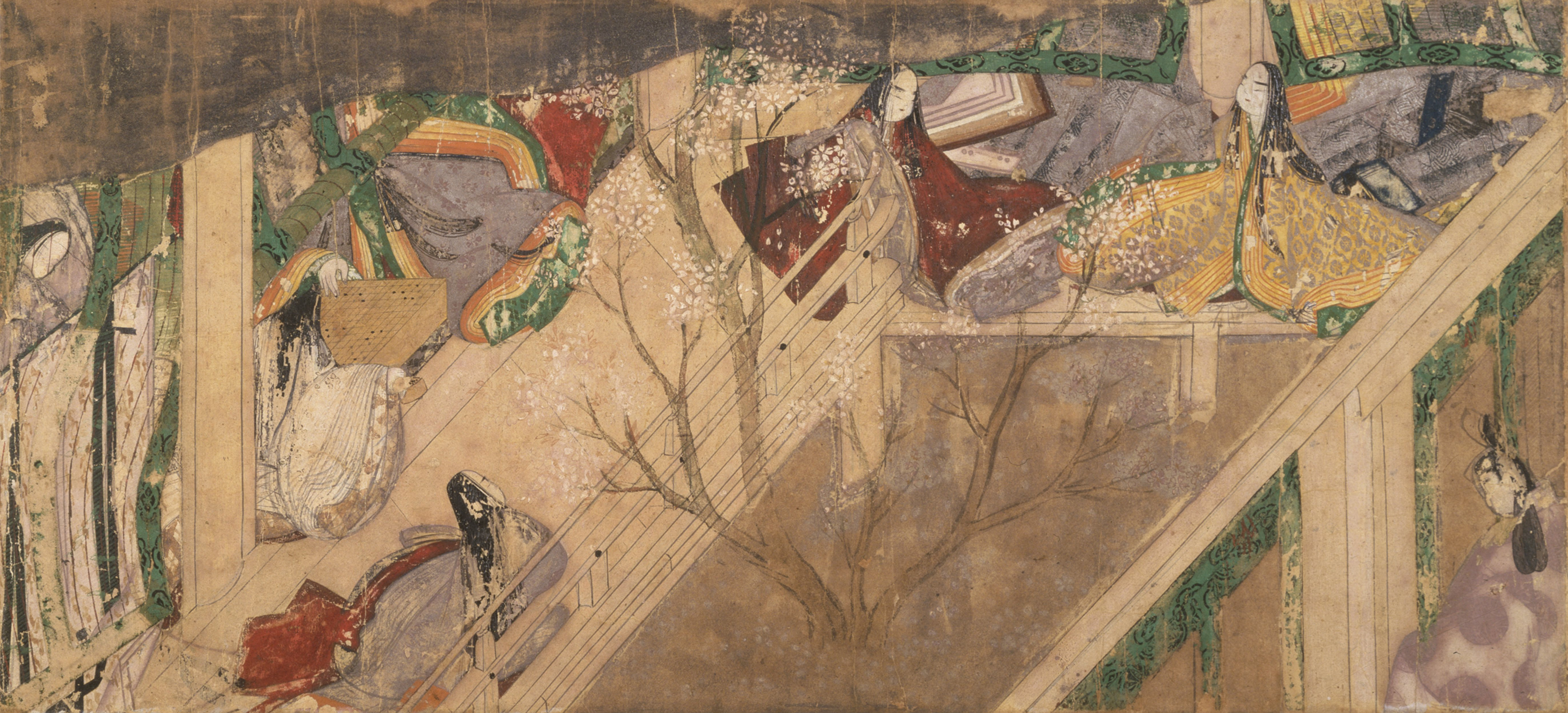
Aus dem Genji-Monogatari (N)
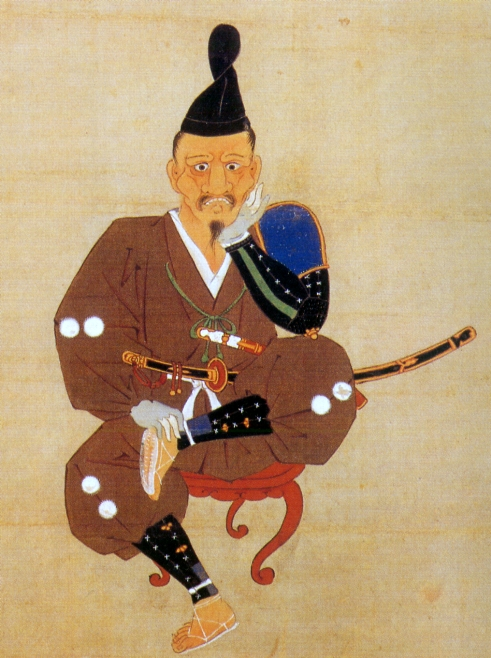
Tokugawa Ieyasu[Anm. 1]
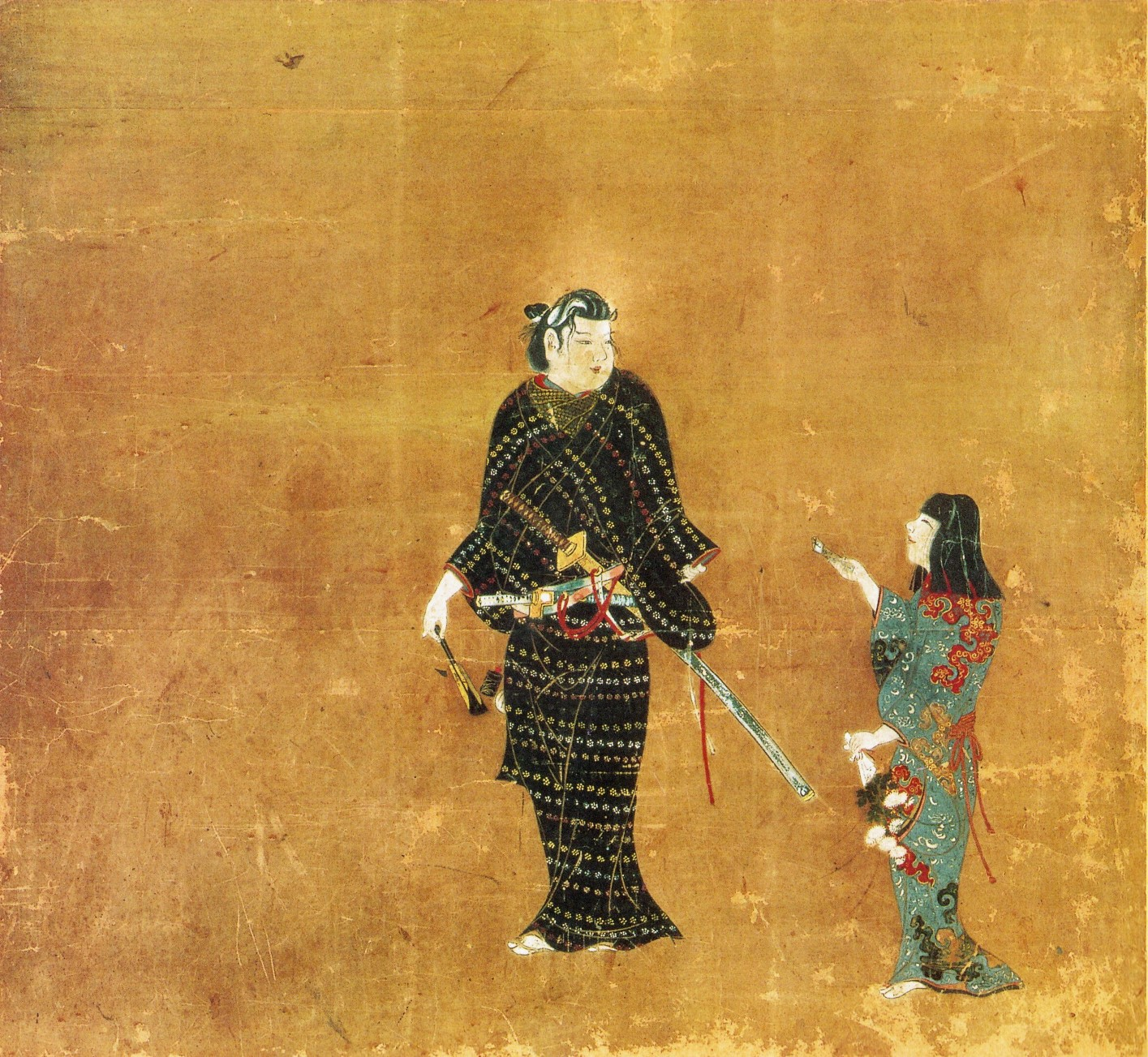
Linker Stellschirm mit Honda Heihachirō (W)
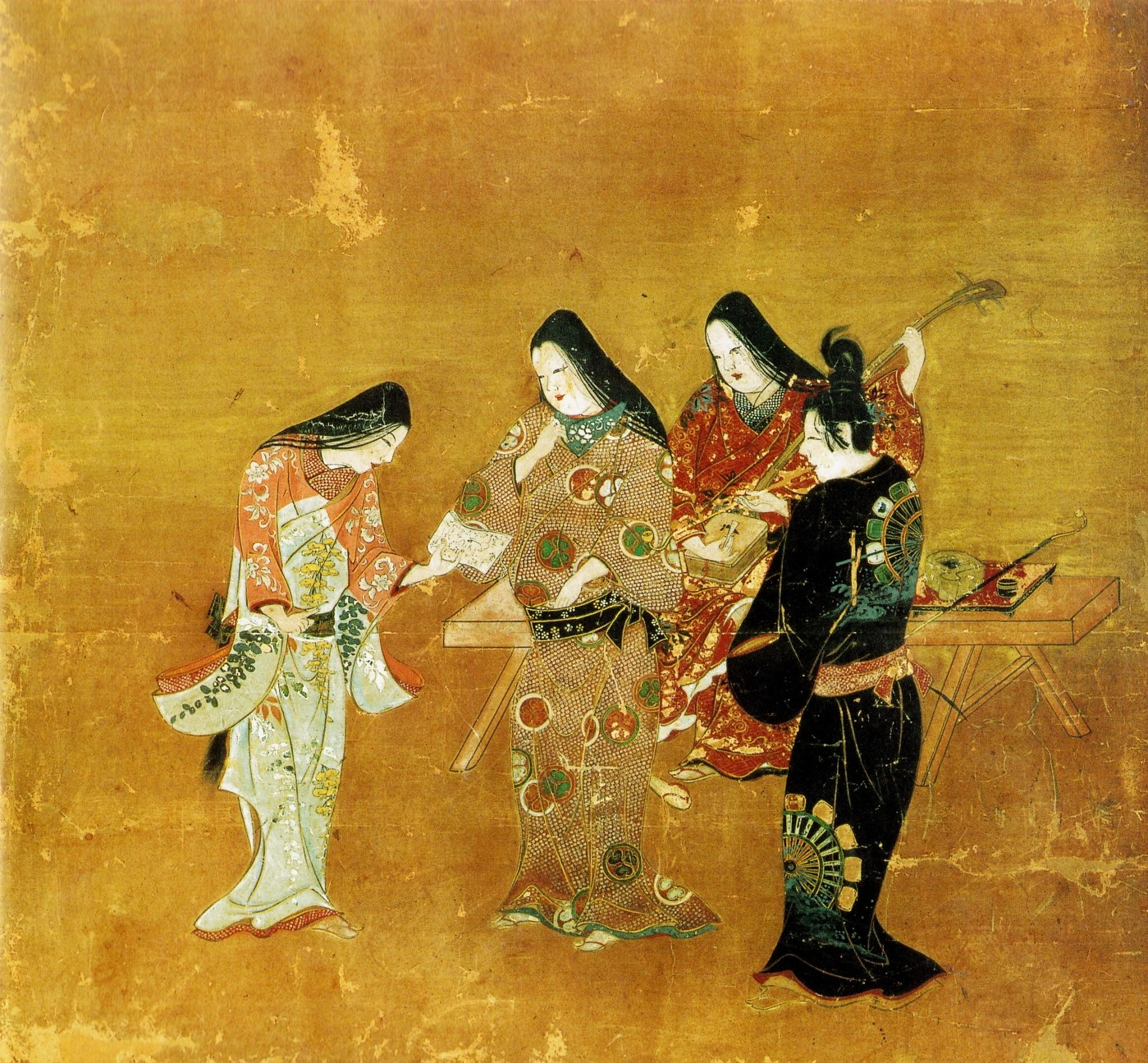
Rechter Stellschirm mit Senhime (Mitte) und Gefolge (W)